# Misdrijf tegen de vrede
Een misdrijf tegen de vrede of misdaad tegen de vrede is een misdrijf in het internationale recht dat bestaat uit 'het beramen, voorbereiden, beginnen, of voeren van een agressieoorlog, of een oorlog in strijd met internationale verdragen, overeenkomsten of garanties, of de deelname aan een gemeenschappelijk plan of samenzwering voor het verwezenlijken van een van het voorgaande.'
Deze definitie van misdrijven tegen de vrede kwam als eerste tot uiting in het Handvest voor het Internationaal Militair Tribunaal. Het zou vervolgens dienen als blauwdruk voor het verbod op agressie in het VN-Handvest. Misdrijf tegen de vrede kan ook verwijzen naar een van de misdrijven in het Statuut van Rome inzake het Internationale Strafhof. Het Statuut van Rome verwijst naar 'het misdrijf agressie', maar er is nog geen definitie van dit misdrijf in het Statuut opgenomen.